# 苏拉威西金丝燕
苏拉威西金丝燕（学名：Aerodramus sororum）是雨燕科的一种金丝燕，是苏拉威西岛的特有种，曾被视作摩鹿加金丝燕的亚种。
苏拉威西金丝燕的自然栖息地为亚热带或热带的湿润低地森林及山地森林。